# Gerygone sulphurea
Il gerigone ventresulfureo (Gerygone sulphurea Wallace, 1864) è un uccello della famiglia Acanthizidae.

## Distribuzione e habitat
La specie è diffusa in Brunei, Indonesia, Malaysia, Filippine, Singapore e Thailandia.